# Ranu Homniam
Ranu Homniam, est une joueuse de pétanque norvégienne. 

## Palmarès[1]

### Séniors

#### Championnats du Monde
Troisième
- Tir de précision 2021 :  Équipe de Norvège

#### Championnats d'Europe
Troisième
- Tir de précision 2014 :  Équipe de Norvège